# Philautus poecilius
Philautus poecilius är en groddjursart som beskrevs av Brown och Angel C. Alcala 1994. Philautus poecilius ingår i släktet Philautus och familjen trädgrodor. IUCN kategoriserar arten globalt som sårbar. Inga underarter finns listade i Catalogue of Life.